# Scorpaenopsis neglecta
Scorpaenopsis neglecta is een straalvinnige vissensoort uit de familie van schorpioenvissen (Scorpaenidae). De wetenschappelijke naam van de soort is voor het eerst geldig gepubliceerd in 1837 door Heckel.